# Географія Лівії
Лівія — північноафриканська країна, що займає частину пустелі Сахара та має вихід до Середземного моря . Загальна площа країни 1 759 540 км² (17-те місце у світі), з яких на суходіл припадає 1 759 540 км², а на поверхню внутрішніх вод — 0 км². Площа країни майже в 3 рази більша за площу України; трохи більша за Аляску. 

## Назва
Офіційна назва — Лівія (араб. دولة ليبيا,ليبيا). Назва країни походить від назви древнього берберського племені, що мешкало в оазах пустелі на захід від долини Нілу і яке давні греки знали як «лібу» або «лібиянс», а давні єгиптяни як «рбв». Однак згодом топонім був забутий і, як правило, стосувався тільки Лівійської пустелі між Триполітанією і плато Феццан на заході та долиною ріки Ніл на сході. Узбережжя на захід від затоки Великий Сирт звалося Триполітанією за назвою головного міста Триполі, а на схід Киренаїкою, аналогічно за назвою міста Кирена. Знову введений у вжиток лише на початку XX століття як назва італійської колонії, до отримання нею незалежності у 1951 році як Лівійське королівство. З 1969 по 2011 рік існувала Соціалістична Народна Лівійська Арабська Джамахірія, в назві якої джамахірія на арабській мові означає народовладдя, термін подібний до європейської республіки.

## Географічне положення

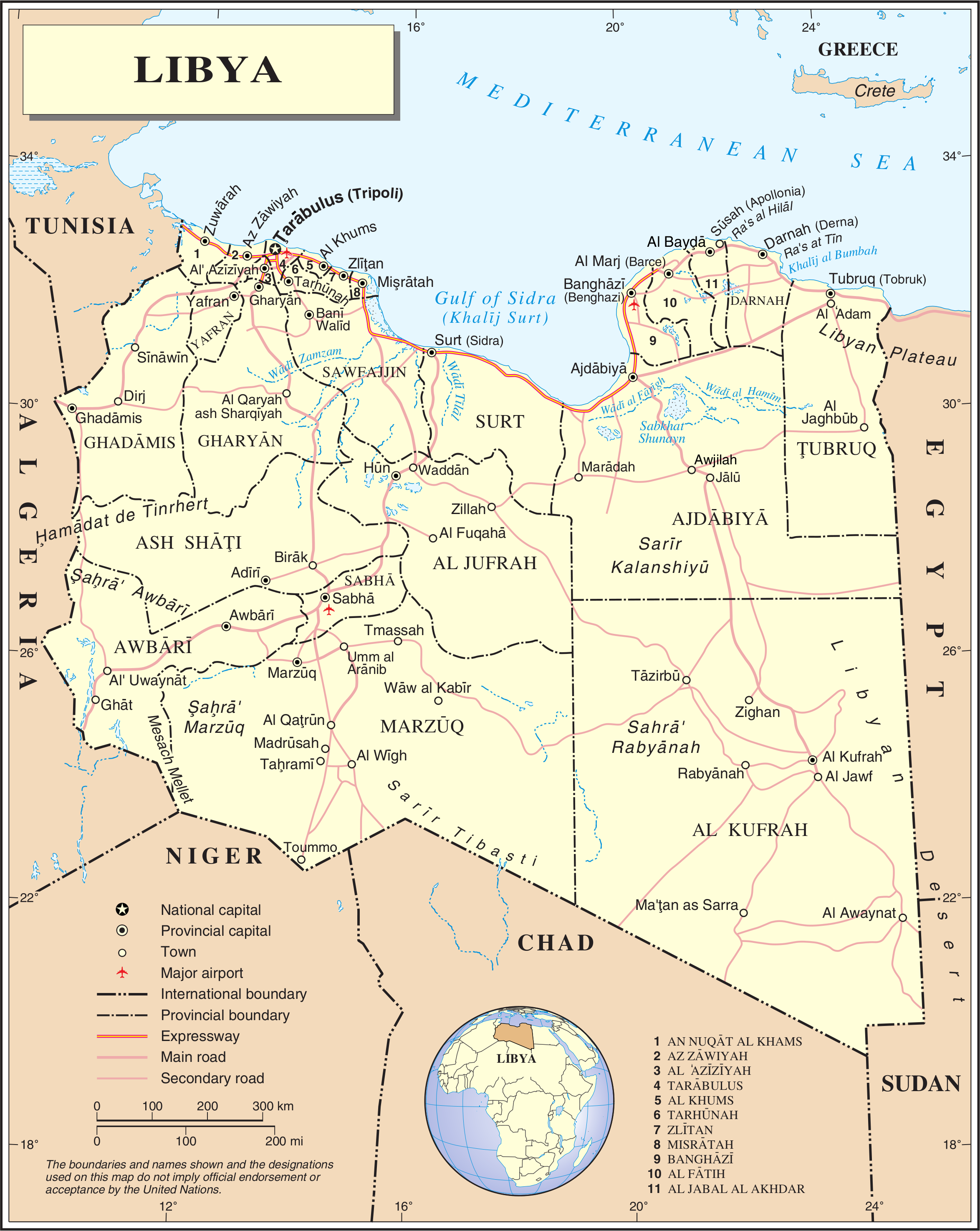
Карта Лівії від ООН

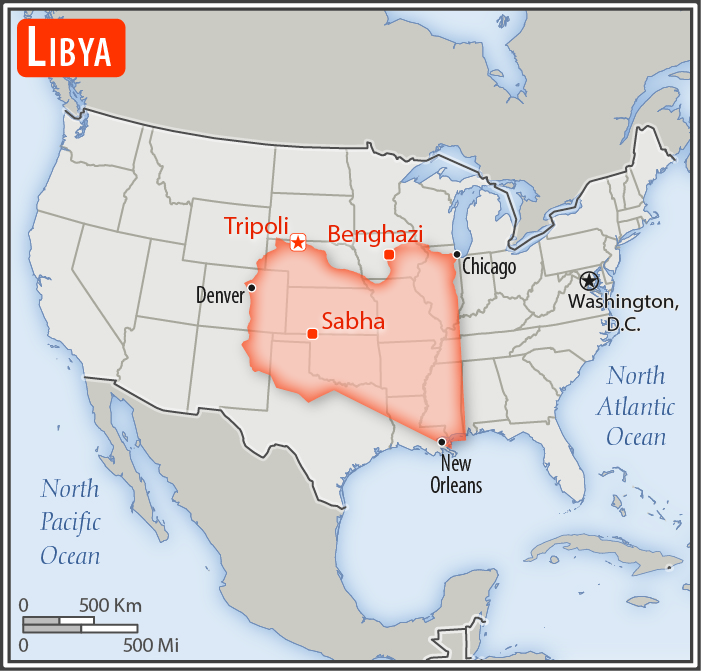
Порівняння розмірів території Лівії та США

Лівія — північноафриканська країна, що межує з шістьма іншими країнами: на заході — з Алжиром (спільний кордон — 989 км), на північному заході — з Тунісом (461 км), на півдні — з Нігером (342 км) і Чадом (1050 км), на південному сході — з Суданом (382 км), на сході — з Єгиптом (1115 км). Загальна довжина державного кордону — 4339 км. Лівія на півночі омивається водами затоки Великий Сирт (Сідра) і безпосередньо Середземного моря Атлантичного океану. Загальна довжина морського узбережжя 1770 км.
Згідно з Конвенцією Організації Об'єднаних Націй з морського права (UNCLOS) 1982 року, протяжність територіальних вод країни встановлено в 12 морських миль (22,2 км). 
Внутрішні води затоки Сідра обмежує умовна лінія на широті 32° 30'. Виключна економічна зона встановлена на відстані 62 морські милі.

### Час
Час у Лівії: UTC+2 (той самий час, що й у Києві).

## Рельєф
Середні висоти — 423 м; найнижча точка — Сабха-Гузаїл (-47 м); найвища точка — гора Бікку-Бітті (2267 м). На території Лівії переважають пустелі. На півдні — кам'янисте нагір'я Тібесті, гора Бетте (2286 м), на півночі — плато Ель-Ахдар (до 876 м). Площа пустель становить 98 % території, Серір-Каланшо, Ідехан-Мурзук, Ідехан-Убарі тощо. Вздовж узбережжя протягаються низовини Джефара, Сирт і Киренаїка.

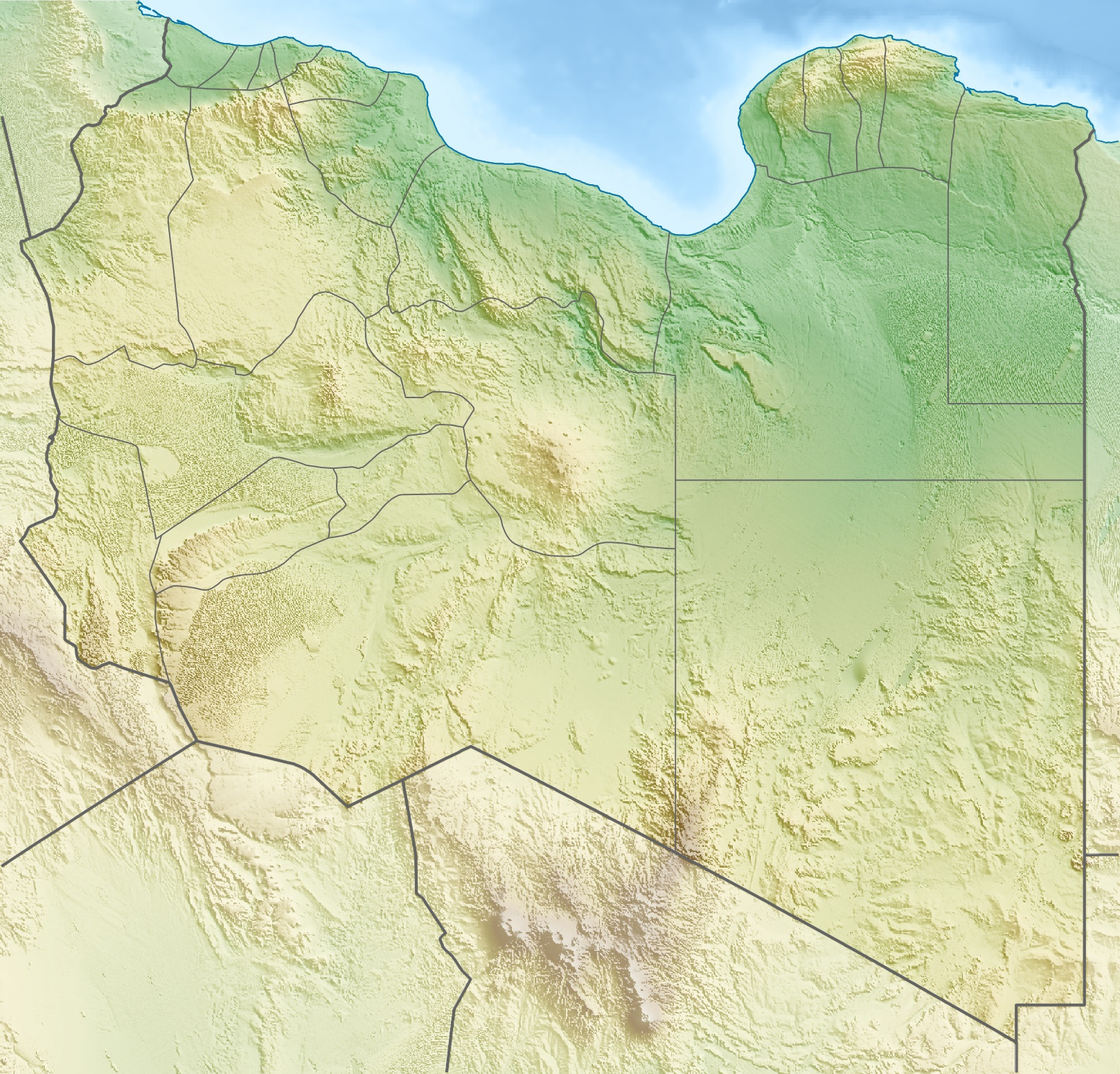
Рельєф Лівії
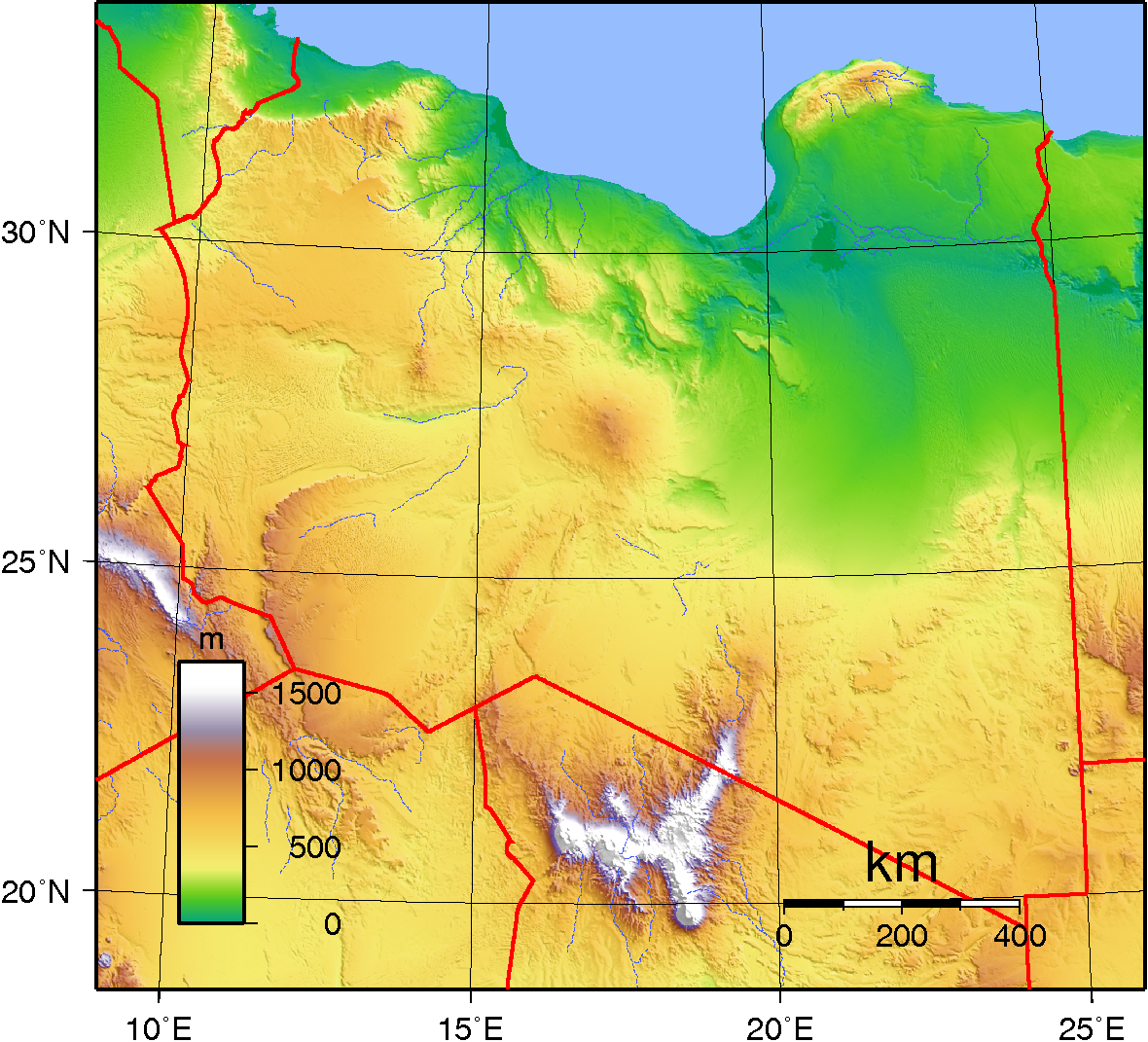
Гіпсометрична карта Лівії
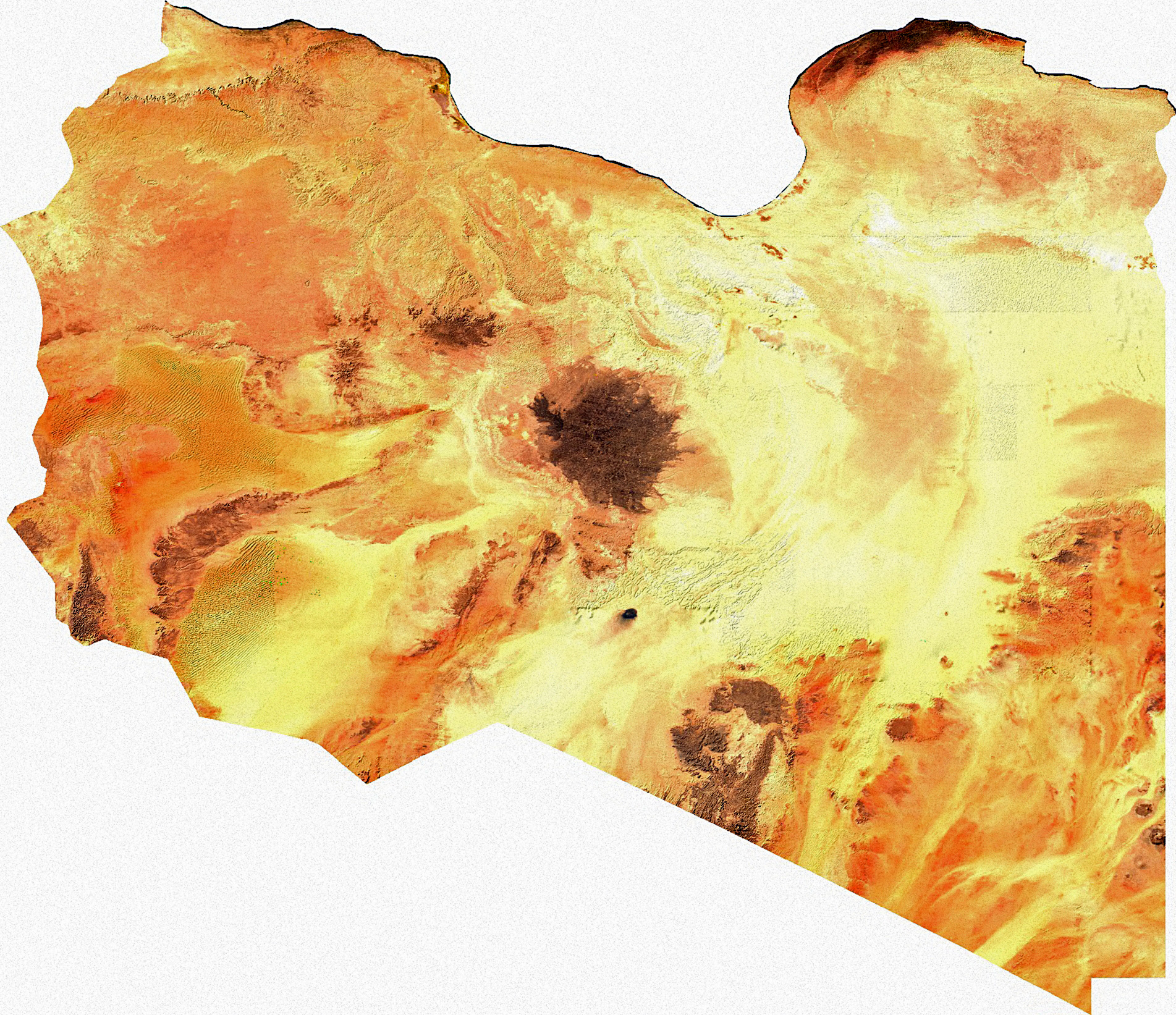
Супутниковий знімок поверхні країни
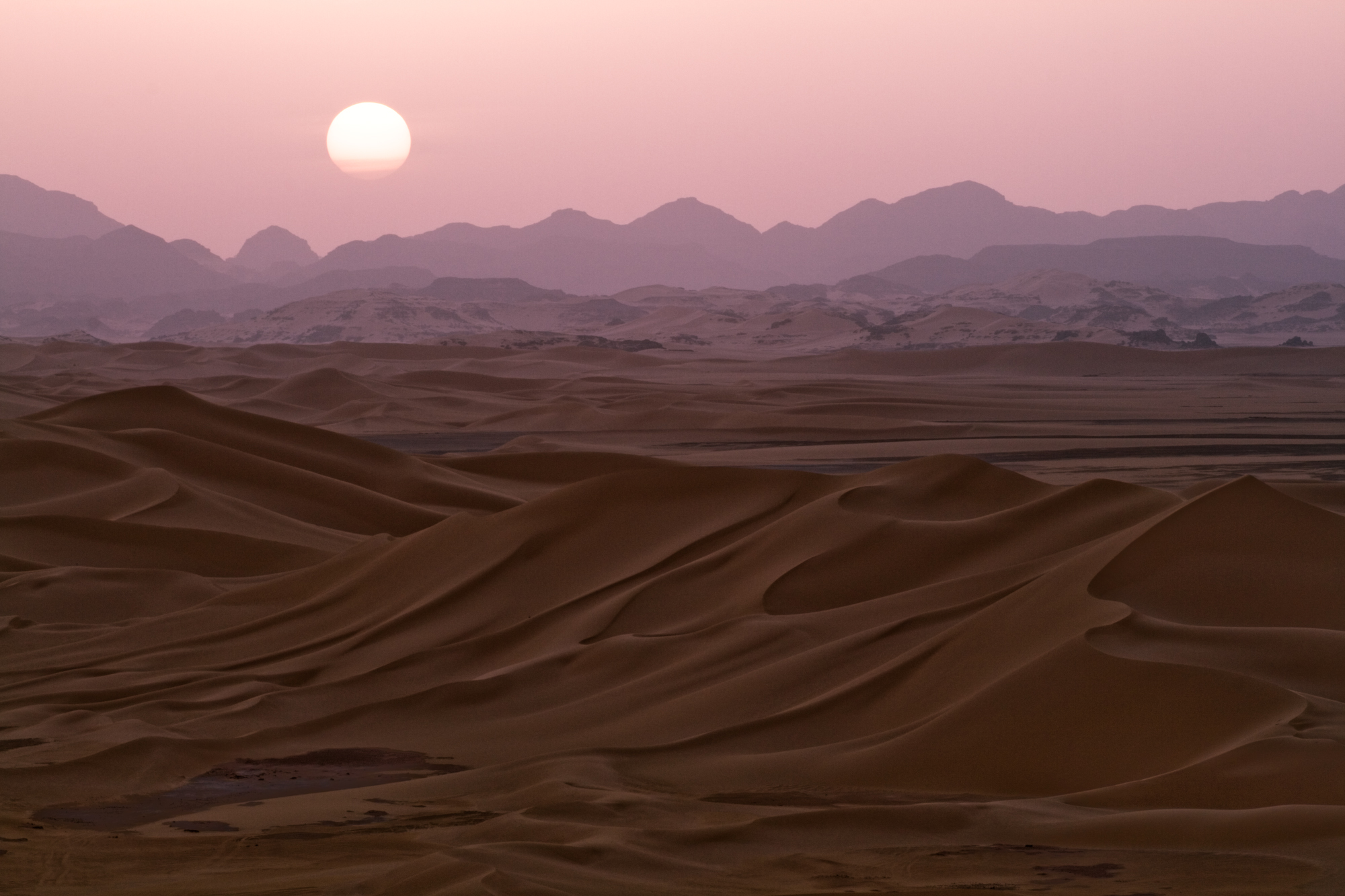
Захід сонця у Сахарі

### Узбережжя
Берегова лінія Лівії в центральній частині узбережжя глибоко вдається в сушу, утворюючи затоку Великий Сирт (Сідра), де безплідна пустеля підходить до Середземного моря.

## Клімат
Територія Лівії лежить у тропічному кліматичному поясі, середземноморське узбережжя у субтропічному. Увесь рік панують тропічні повітряні маси. На більшій частині території країни спекотна посушлива погода з великими добовими амплітудами температури повітря, на узбережжі взимку вітряна циклонічна погода, що приносить дощі й зменшує температуру. Переважають східні пасатні вітри. Гори Джебель-аль-Ахдар поблизу Бенгазі на узбережжі Середземного моря — найвологіший регіон, 400—600 мм атмосферних опадів на рік.

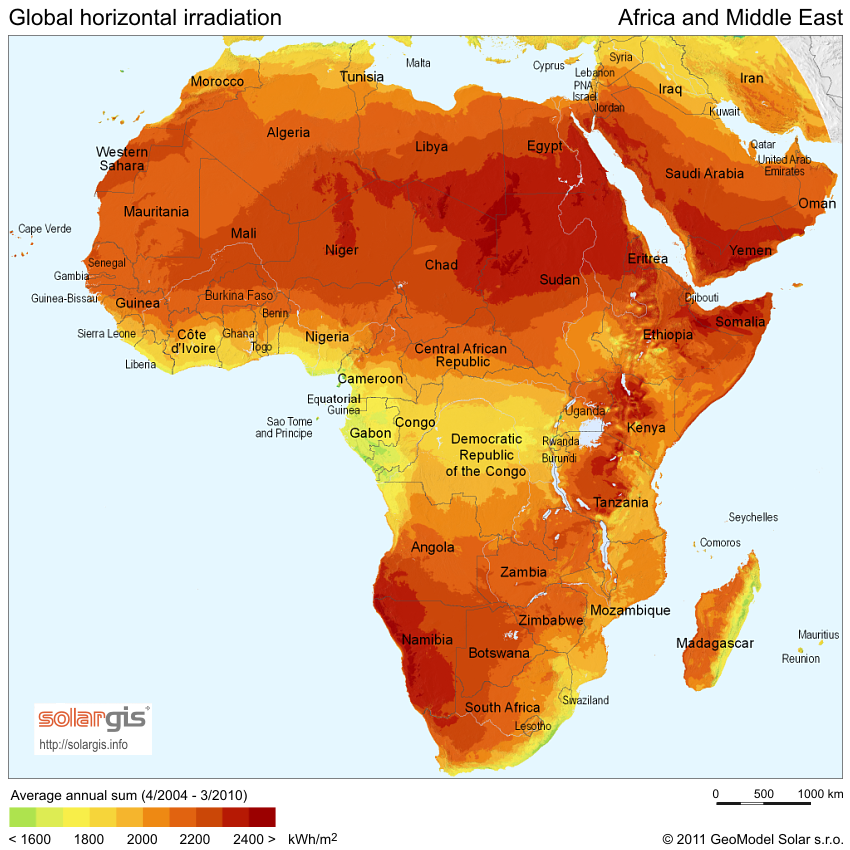
Сонячна радіація (англ.)
Кліматична карта Лівії (за Кеппеном)
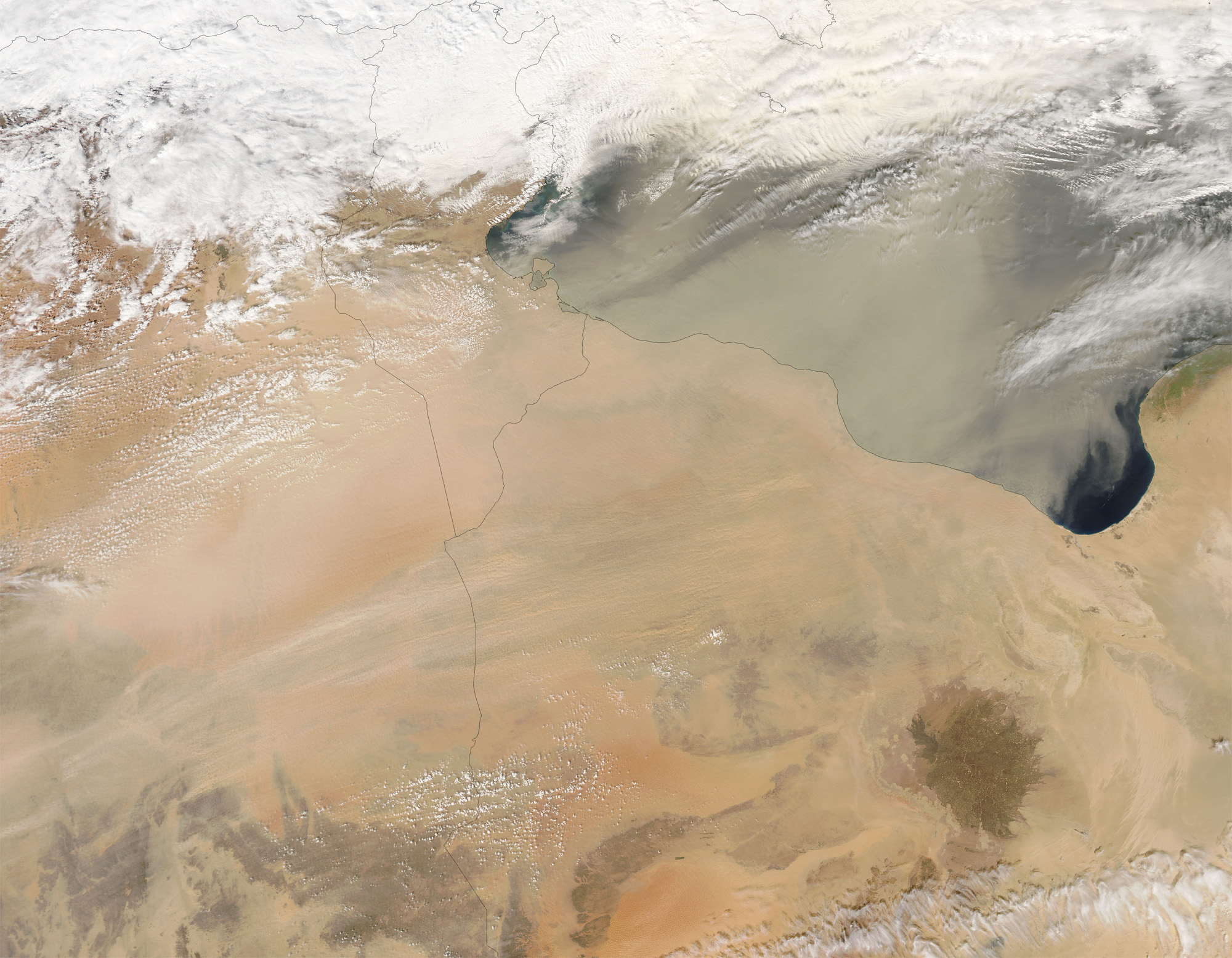
Піщана буря над країною з космосу
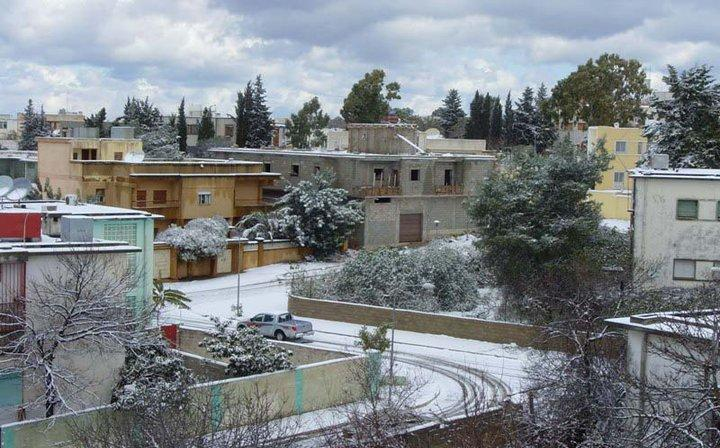
Сніг у Байді
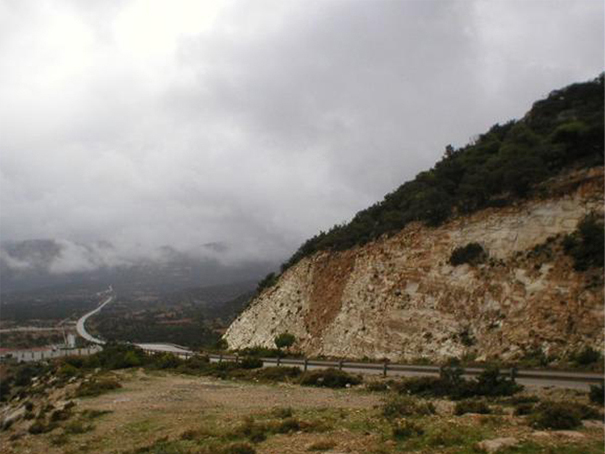
Джебель-аль-Ахдар

Лівія є членом Всесвітньої метеорологічної організації (WMO), в країні ведуться систематичні спостереження за погодою.

## Внутрішні води

### Річки
Невеличкі річки й тимчасові потічки (ваді) півночі країни несуть свої води до Середземного моря Атлантичного океану. Більша частина території країни належить до безстічних областей Сахари.

### Озера
Численні невеликі пересихаючі озера — себхи.

## Рослинність

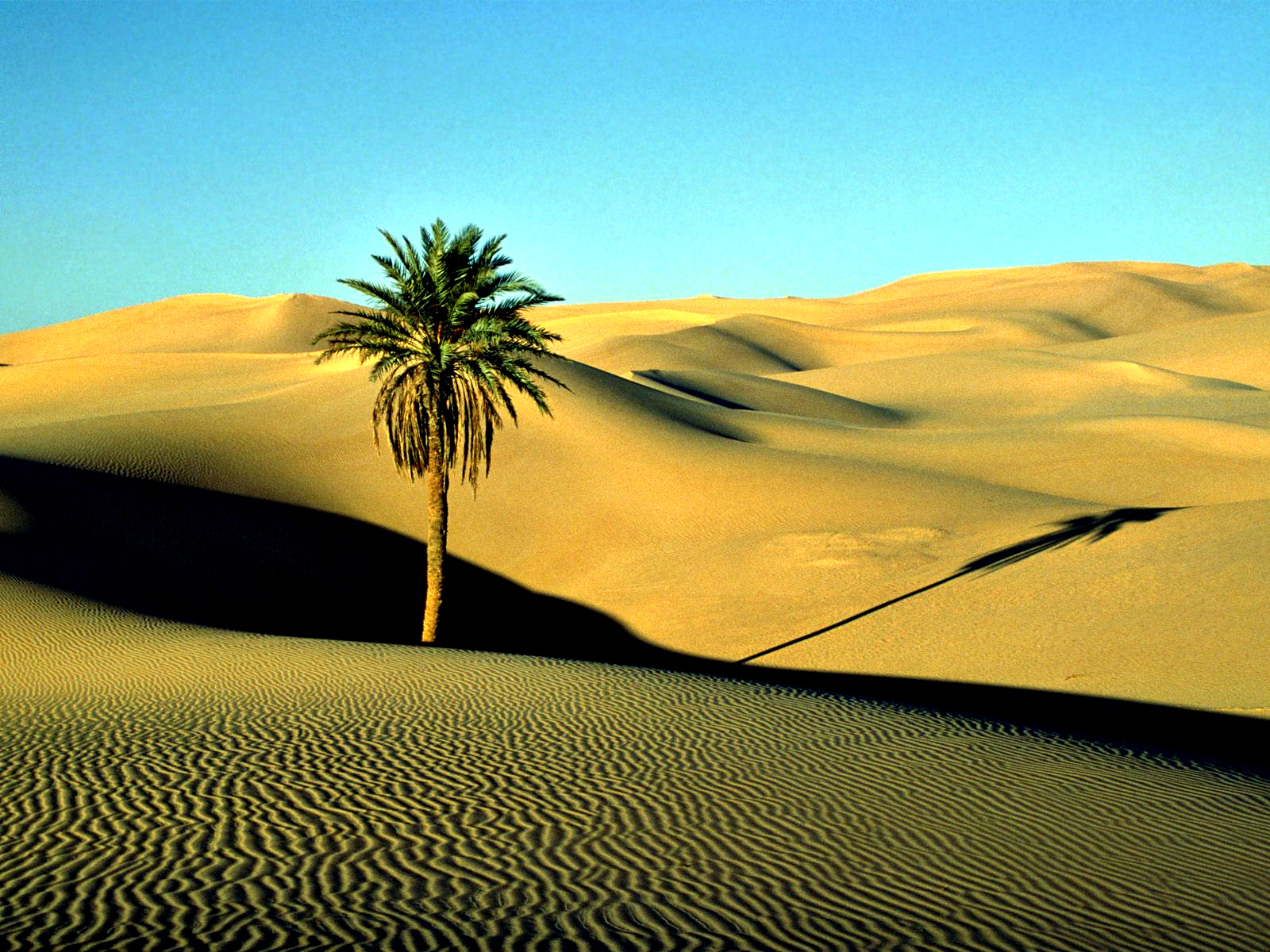
Пустельна пальма
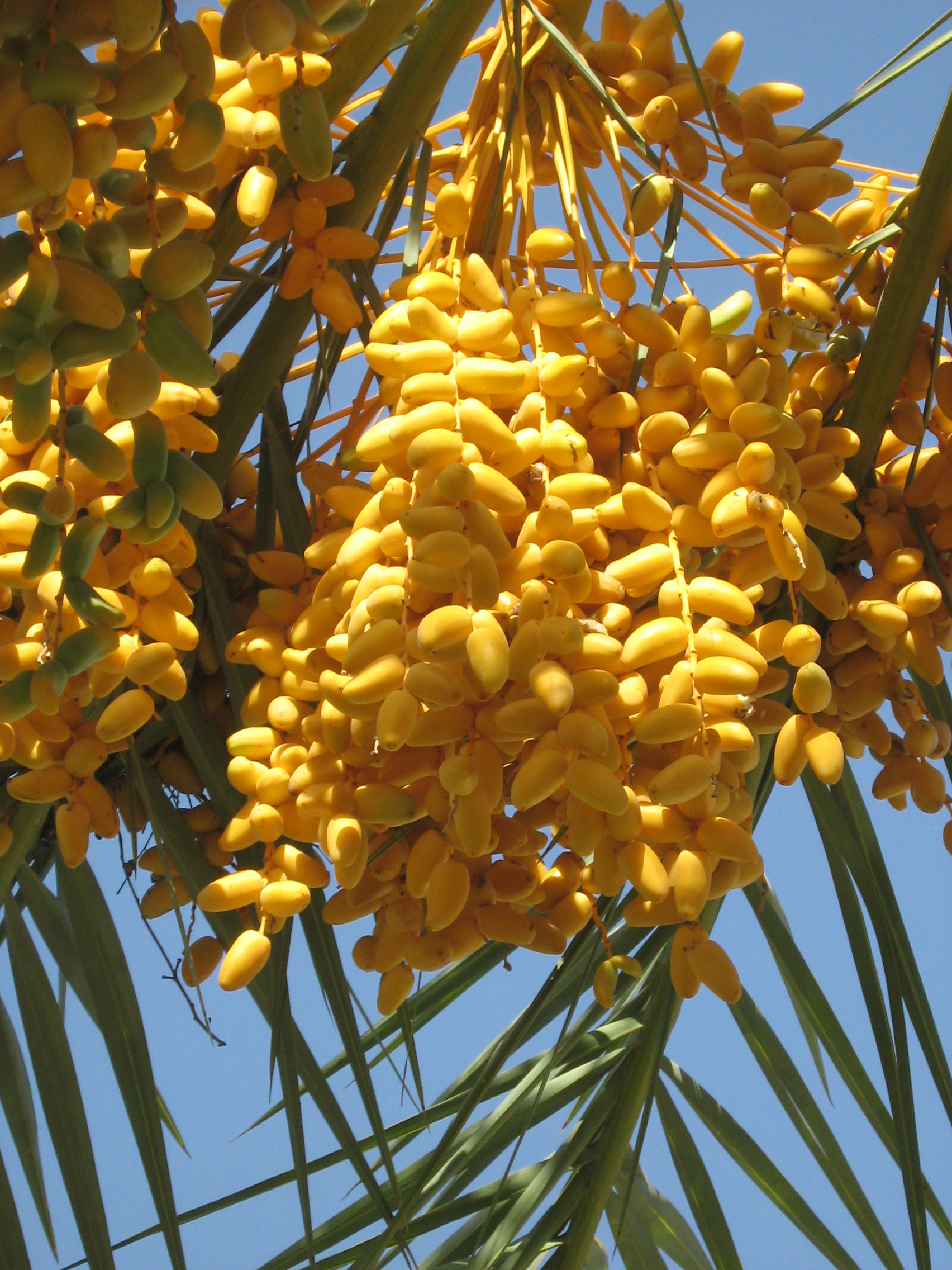
Фініки
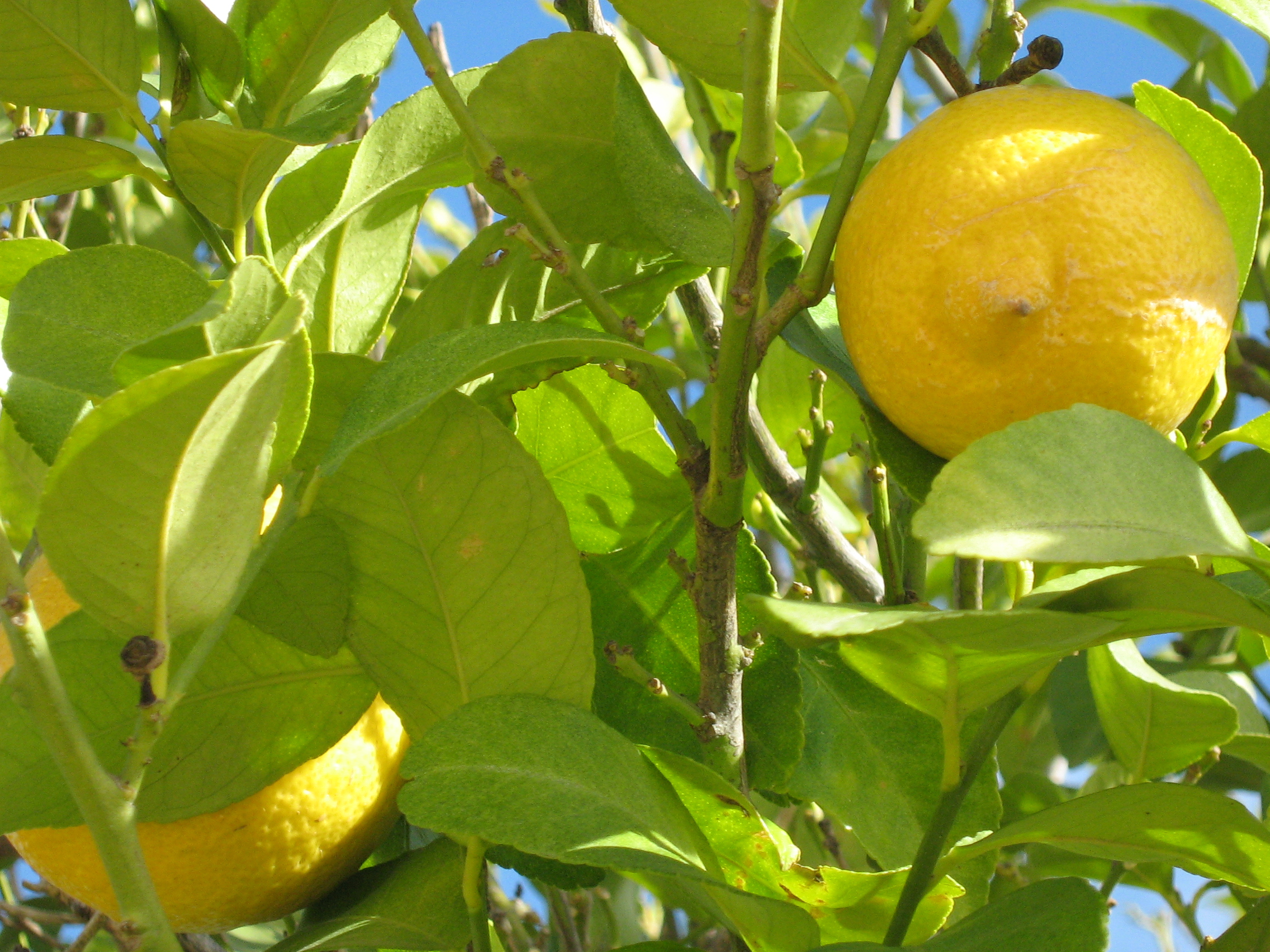
Лимони

## Тваринний світ
За зоогеографічним районуванням світу країна належить до Середземноморської підобласті Голарктичної області, середземноморське узбережжя — до Середземноморської провінції, пустеля Сахара — до Сахаро-Аравійської провінції. Тому основу тваринного населення регіону становлять зональні пустельні, напівпустельні й середземноморські угруповання тварин, а також інтразональні гірські тваринні угруповання, характерні для тропічного і субтропічного кліматичних поясів. Домінуючими в зональних угрупованнях є ультраксерофільні та ксерофільні групи та види тварин. 

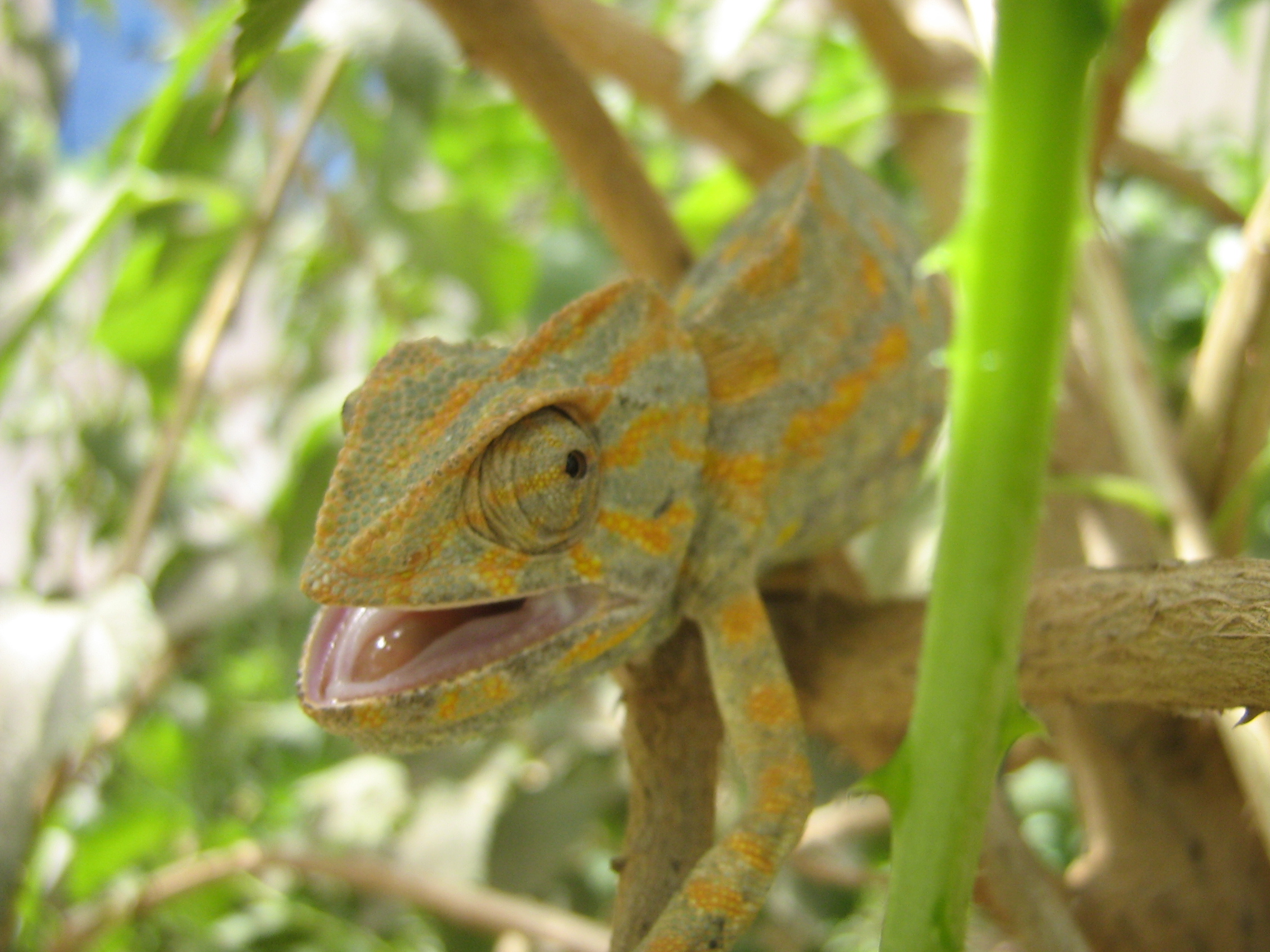
Хамелеон
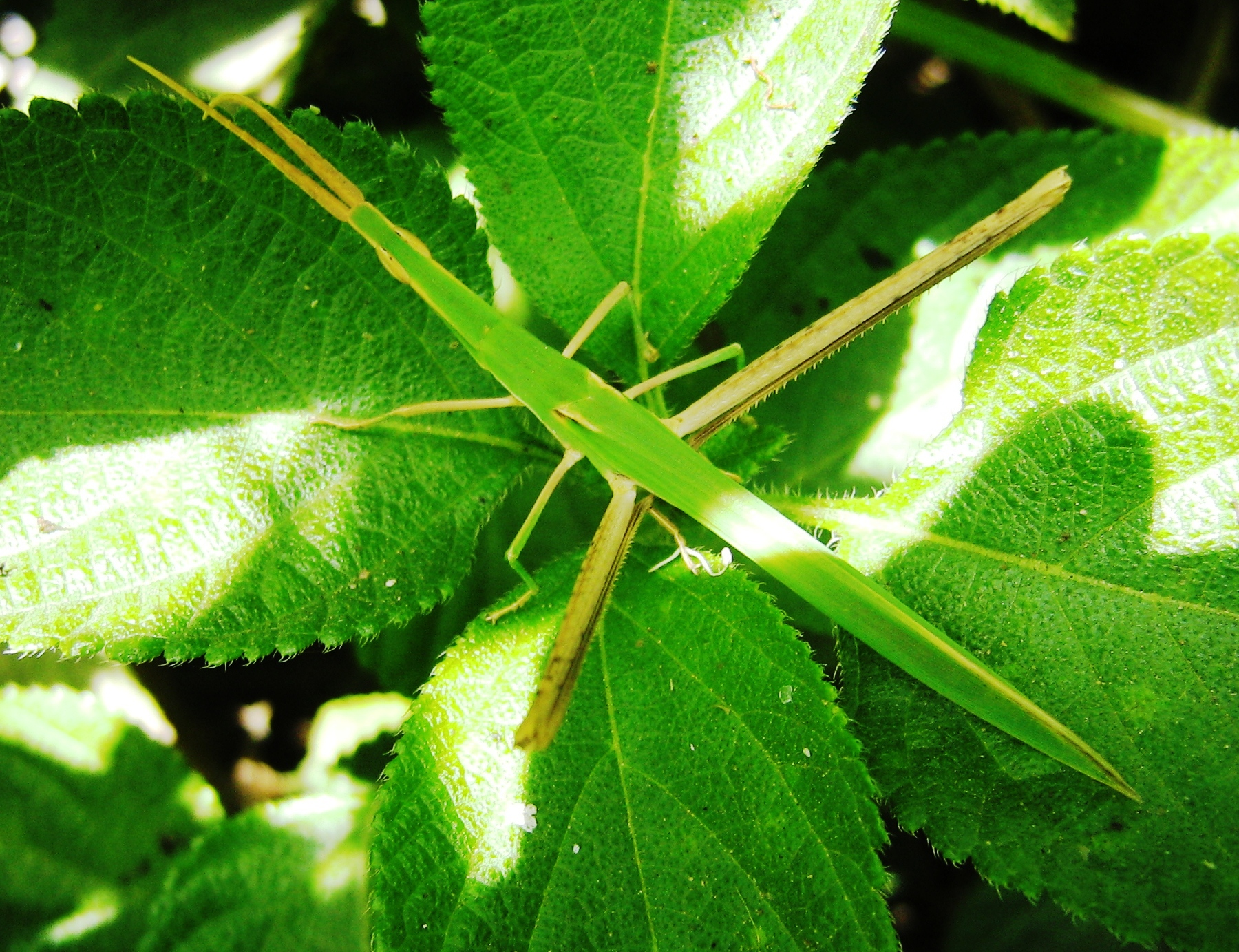
Палочник
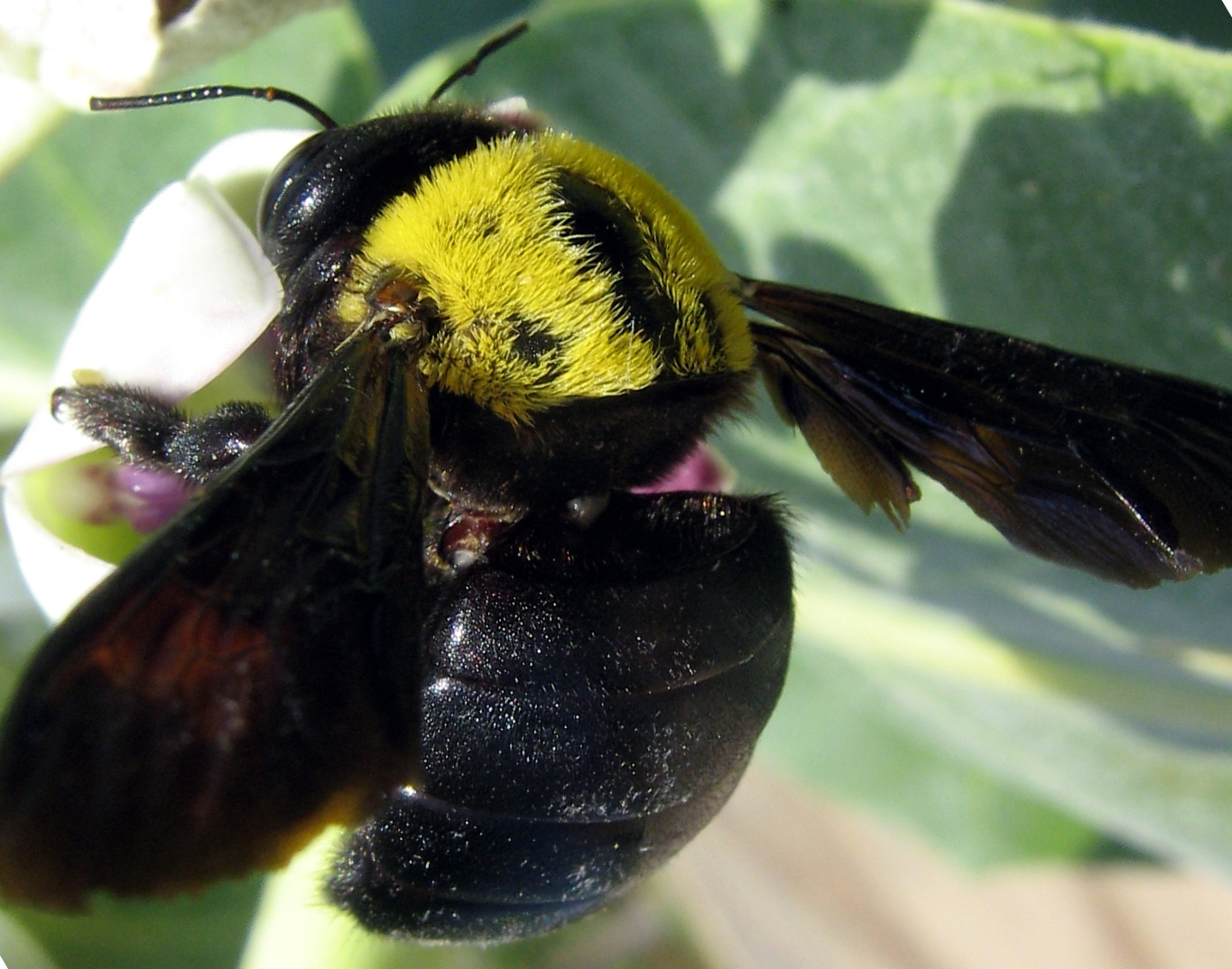
Джміль
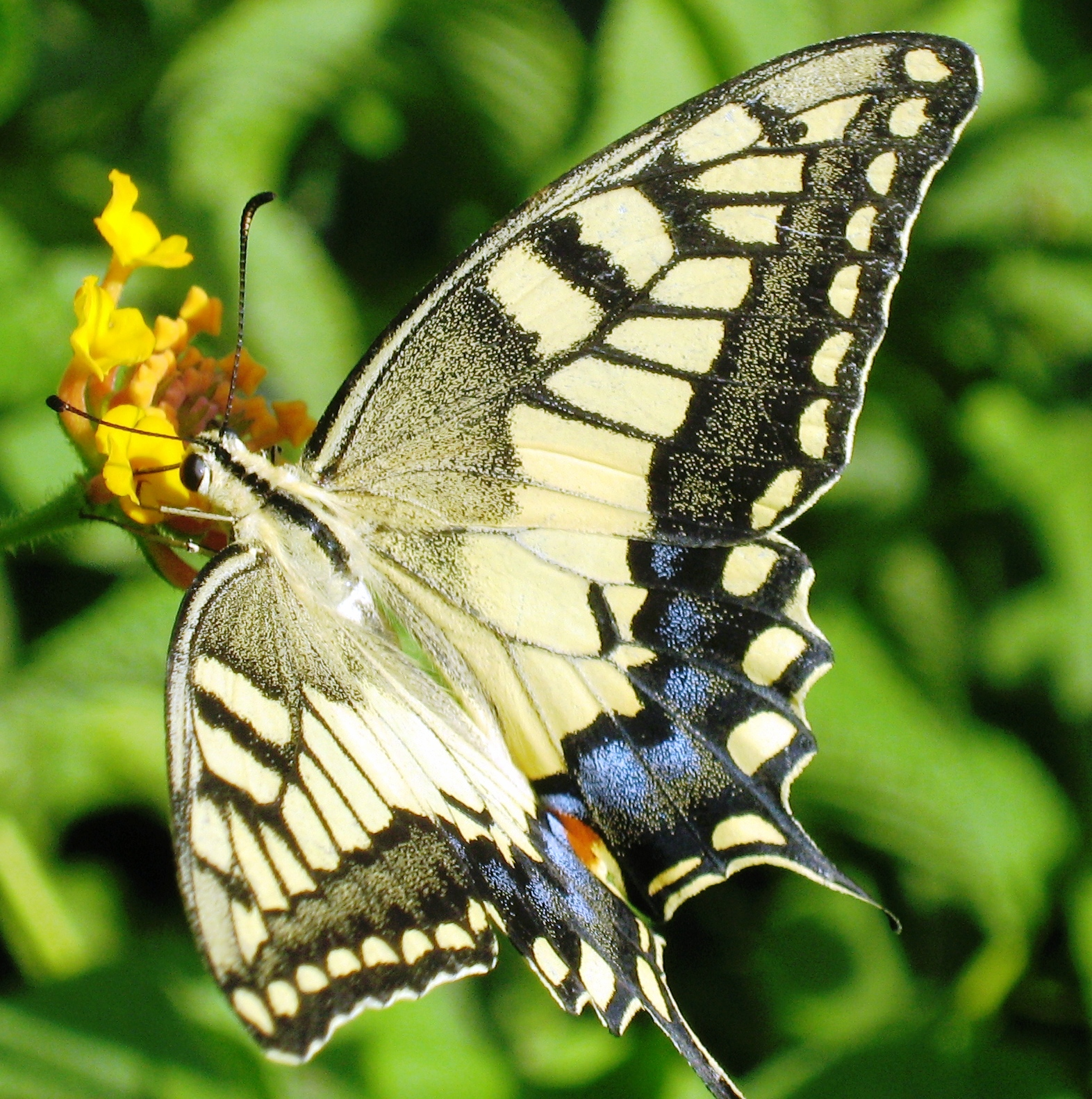
Метелик махаон

## Стихійні природні явища
На території країни спостерігаються небезпечні природні явища і стихійні лиха: тривалий (до 4 діб) жаркий і посушливий південний вітер гіблі з Сахари навесні або восени; пилові і піщані бурі.

## Природні ресурси

### Мінеральні ресурси
Надра Лівії багаті на ряд корисних копалин: нафту, природний газ, гіпс.

### Водні ресурси
Загальні запаси відновлюваних водних ресурсів (ґрунтові і поверхневі прісні води) становлять 0,7 км³. Станом на 2012 рік в країні налічувалось 4,7 тис. км² зрошуваних земель. 

### Земельні ресурси
Земельні ресурси Лівії (оцінка 2011 року):
- придатні для сільськогосподарського обробітку землі — 8,8 %,
  - орні землі — 1 %,
  - багаторічні насадження — 0,2 %,
  - землі, що постійно використовуються під пасовища — 7,6 %;
- землі, зайняті лісами і чагарниками — 0,1 %;
- інше — 91,1 %[1].

## Охорона природи
Серед екологічних проблем варто відзначити:
- спустелювання;
- обмежені ресурси природних джерел питної води, особливо на узбережжі, заради подалання цієї проблеми ще за часів Муаммара Каддафі почав реалізовуватись проект Велика рукотворна річка, система водогонів, що постачають воду з надр Сахари на узбережжя.

Лівія є учасником ряду міжнародних угод з охорони навколишнього середовища:
- Конвенції про біологічне різноманіття (CBD),
- Рамкової конвенції ООН про зміну клімату (UNFCCC),
- Кіотського протоколу до Рамкової конвенції,
- Конвенції ООН про боротьбу з опустелюванням (UNCCD),
- Конвенції про міжнародну торгівлю видами дикої фауни і флори, що перебувають під загрозою зникнення (CITES),
- Базельської конвенції протидії транскордонному переміщенню небезпечних відходів,
- Лондонської конвенції про запобігання забрудненню моря скиданням відходів,
- Монреальського протоколу з охорони озонового шару,
- Міжнародної конвенції запобігання забрудненню з суден (MARPOL),
- Рамсарської конвенції із захисту водно-болотних угідь[11].

Урядом країни підписані, але не ратифіковані міжнародні угоди щодо: міжнародного морського права.

## Фізико-географічне районування
У фізико-географічному відношенні територію Лівії можна розділити на 3 великі райони, що відрізняються один від одного рельєфом, кліматом, рослинним покривом.
- Триполітанія. Тут розвинена прибережна рівнина Джефара, де розташовані декілька районів зрошуваних сільськогосподарських угідь. Однак навіть ця найсприятливіша для життя і господарської діяльності частина Лівії являє собою посушливу піщану рівнину з бідною рослинністю. Південніше підіймаються вапнякові горби і гори з висотами до 760 м, місцями порослі чагарником. Тут випадає достатня кількість осадів для розвитку землеробства; маслини, інжир і ячмінь можна вирощувати без поливу. Далі на південь гори знижуються і змінюються пустельним плато Хамра, складеним червоними пісковиками. У північній його частині кочові племена займаються скотарством. На сході плато переходить в гори Ес-Сода («чорні гори»).
- Феццан. Приблизно за 480 км на південь від Триполі плато спускається до западини Феццан, складеної пісками. Тут розташовано декілька оаз. Життя залежить від запасів води в колодязях і джерелах. На південний схід від Феццана поверхня підіймається до пустельного плато, а вздовж південного кордону Лівії починається високе і розчленоване нагір'я Тібесті.
- Киренаїка. Вапнякове плато Барк-ель-Байда, розташоване поблизу середземноморського узбережжя, досягає висоти 910 м. Піднесені частини плато порослі густим чагарником, там збереглися і залишки лісів. Осадів досить для вирощування деяких культур, однак населені місцевості тут займають меншу площу, ніж у Триполітанії. Південніше за плато Барк-ель-Байда тягнеться велике, але нижче піщане плато. Це велика Лівійська пустеля. На її західній околиці розосередилися оази. Найпівденніші з них — оази Куфра, віддалені на 800 км на південь від плато Барк-ель-Байда і приблизно на таку ж відстань на схід від Феццана. Між оазами Куфра і південним кордоном Лівії на 480 км тягнеться пустеля.

### Українською
- Атлас світу / голов. ред. І. С. Руденко ; зав. ред. В. В. Радченко ; відп. ред. О. В. Вакуленко. — К. : ДНВП «Картографія», 2005. — 336 с. — ISBN 9666315467.
- Атлас. 7 клас. Географія материків і океанів / Укладачі О. Я. Скуратович, Н. І. Чанцева. — К. : ДНВП «Картографія», 2014.
- Барановська О. В. Фізична географія материків і океанів : навч. посіб. для студентів ВНЗ : [у 2 ч.]. — Н. : Ніжинський державний університет ім. Миколи Гоголя, 2013. — 306 с. — ISBN 978-617-527-106-3.
- Бєлозоров С. Т. Африка : фізико-географічний нарис. — вид. 2-ге, перероб. і доп. — К. : Радянська школа, 1957. — 232 с.
- Гілецький Й. Р. Природні ресурси світу : Навч. посібник. — Львів : Світ, 2004. — 304 с. — ISBN 966-603-307-0
- Заставецький Ю. С. Регіональна фізична географія світу : Навч. посібник. — Львів : Світ, 2000. — 480 с.
- Лівія // Гірничий енциклопедичний словник : [у 3-х тт.] / за ред. В. С. Білецького. — Д. : Східний видавничий дім, 2004. — Т. 3. — 752 с. — ISBN 966-7804-78-X.
- Костів Л. Я. Фізична географія материків і океанів. Африка : навч.-метод. посібник. — Л. : Видавничий центр ЛНУ імені Івана Франка, 2017. — 184 с. — ISBN 978-617-10-0374-3.
- Кукурудза С. І. Біогеографія : Підручник. — Львів : Вид-во ЛГУ ім. Івана Франка, 2006 — 504 с. — ISBN 966-613-502-7
- Палієнко В. І., Шищенко П. Г., Бойко В. М. Фізична географія світу : Навч. посібник. — К. : КНУ ім.  Т. Шевченка, 2016. — 246 с. — ISBN 978-966-439-918-1
- Панасенко Б. Д. Фізична географія материків : навч. посіб. : в 2 ч. — В. : ЕкоБізнесЦентр, 1999. — 200 с.
- Пузанов І. І. Зоогеографія : Підручник. — Київ—Львів : Рад. школа, 1949. — 504 с.
- Фізична географія материків та океанів : Підручник у 2-х т. / Ред. П. Г. Шищенко. — К. : Київський університет, 2020. — Т. 2. Африка, Америка, Австралія, Антарктида, Океани. — 470 с. — ISBN 978-966-439-989-8
- Юрківський В. М. Регіональна економічна і соціальна географія. Зарубіжні країни: Підручник. — 2-ге. — К. : Либідь, 2001. — 416 с. — ISBN 966-06-0092-5.

### Англійською
- (англ.) Graham Bateman. The Encyclopedia of World Geography. — Andromeda, 2002. — 288 с. — ISBN 1871869587.

### Російською
- (рос.) Авакян А. Б., Салтанкин В. П., Шарапов В. А. Водохранилища. — М. : Мысль, 1987. — 326 с. — (Природа мира)
- (рос.) Алисов Б. П., Берлин И. А., Михель В. М. Курс климатологии [в 3-х тт.] / под. ред. Е. С. Рубинштейна. — Л. : Гидрометиздат, 1954. — Т. 3. Климаты земного шара. — 320 с.
- (рос.) Апродов В. А. Вулканы. — М. : Мысль, 1982. — 368 с. — (Природа мира)
- (рос.) Апродов В. А. Зоны землетрясений. — М. : Мысль, 2010. — 462 с. — (Природа мира) — ISBN 978-5-244-01122-7.
- (рос.) Ливия // Африка: энциклопедический справочник [в 2-х тт.] / гл. ред. А. А. Громыко. — М. : Советская энциклопедия, 1986. — 671 с.
- (рос.) Бабаев А. Г., Зонн И. С., Дроздов Н. Н., Фрейкин З. Г. Пустыни. — М.  : Мысль, 1986. — 320 с. — (Природа мира)
- (рос.) Браун Л. Африка. — М. : Прогресс, 1976. — 288 с. — (Континенты, на которых мы живем)
- (рос.) Букштынов А. Д., Грошев Б. И., Крылов Г. В. Леса. — М. : Мысль, 1981. — 316 с. — (Природа мира)
- (рос.) Власова Т. В. Физическая география материков. С прилегающими частями океанов. Южная Америка, Африка, Австралия и Океания, Антарктида. — 4-е, перераб. — М. : Просвещение, 1986. — 269 с.
- (рос.) Гвоздецкий Н. А., Голубчиков Ю. Н. Горы. — М. : Мысль, 1987. — 400 с. — (Природа мира)
- (рос.) Гвоздецкий Н. А. Карст. — М. : Мысль, 1981. — 214 с. — (Природа мира)
- (рос.) Географический энциклопедический словарь: географические названия / под. ред. А. Ф. Трёшникова. — 2-е изд., доп. — М. : Советская энциклопедия, 1989. — 585 с. — ISBN 5-85270-057-6.
- (рос.) Дроздов Н. Н., Мяло Е. Г. Биогеография мира : Учебник. — М. : Высшая школа, 1985. — 272 с.
- (рос.) Исаченко А. Г., Шляпников А. А. Ландшафты. — М. : Мысль, 1989. — 504 с. — (Природа мира) — ISBN 5-244-00177-9.
- (рос.) Каплин П. А., Леонтьев О. К., Лукьянова С. А., Никифоров Л. Г. Берега. — М. : Мысль, 1991. — 480 с. — (Природа мира) — ISBN 5-244-00449-2.
- (рос.) Словарь современных географических названий / под общей редакцией акад. В. М. Котлякова. — Екатеринбург : У-Фактория, 2006.
- (рос.) Литвин В. М., Лымарев В. И. Острова. — М. : Мысль, 2010. — 288 с. — (Природа мира) — ISBN 978-5-244-01129-6.
- (рос.) Лобова Е. В., Хабаров А. В. Почвы. — М. : Мысль, 1983. — 304 с. — (Природа мира)
- (рос.) Максаковский В. П. Географическая картина мира. Книга I: Общая характеристика мира. — М. : Дрофа, 2008. — 495 с. — ISBN 978-5-358-05275-8.
- (рос.) Максаковский В. П. Географическая картина мира. Книга II: Региональная характеристика мира. — М. : Дрофа, 2009. — 480 с. — ISBN 978-5-358-06280-1.
- (рос.) Поспелов Е. М. Географические названия мира: Топонимический словарь. — М. : АСТ, 2005.
- (рос.) Ливия // Страны Африки. Политико-экономический справочник / ред. В. Солодовников, В. Румянцев. — М. : Издательство политической литературы, 1969. — 318 с.
- (рос.) Физико-географический атлас мира. — М. : Академия наук СССР и Главное управление геодезии и картографии ГУГК СССР, 1964. — 298 с.
- (рос.) Энциклопедия стран мира / глав. ред. Н. А. Симония. — М. : НПО «Экономика» РАН, отделение общественных наук, 2004. — 1319 с. — ISBN 5-282-02318-0.